# Toulemonde Bochart
Pour les articles homonymes, voir Toulemonde et Bochart.
Toulemonde Bochart est une société française qui édite et distribue ses collections de tapis contemporains dans 60 pays à travers le monde.
Le siège social, l’atelier de fabrication de tapis bordés et le centre logistique sont installés depuis trente ans à proximité de Paris et depuis 1988 à Wissous. L’entreprise a déménagé dans de nouveaux locaux en 2013 après la destruction de ses bâtiments dans un incendie survenu le 23 mars 2013.

## Historique
La société Toulemonde Bochart a été fondée en 1946 dans le Nord de la France par Monsieur Toulemonde, membre d'une des dynasties de l'industrie textile de cette région. Celui-ci a ajouté à son patronyme le nom de Bochart qui était le nom de jeune fille de son épouse pour former le nom de la société.
Toulemonde Bochart a d’abord été spécialisée dans la distribution d’articles textiles. C’est à la fin des années 1960 que l’entreprise se tourne vers le tapis contemporain à l’arrivée du fils du fondateur. Ce dernier est allé chercher en Inde et en Chine des savoir-faire ancestraux, et les a adaptés aux attentes des nouvelles générations de consommateurs. Il importa notamment des Flokatis grecs en France, tapis blancs à long poils qui ont marqué la décoration des années 1970.
Dans les années 1980, la société développe des partenariats avec des stylistes, designers et artistes comme Didier Gomez,, Andrée Putman avec son tapis Trasimène, Jean-Michel Wilmotte, Pascal Mourgue, Catherine Gouny et Juliette Marange, Helen Yardley, Jean-Charles de Castelbajac ou Inès de La Fressange.
Certains dessins, comme L’Arizona ou le Pimiento, font partie de la collection permanente d’un grand nombre de musées à travers le monde de Hilton McConnico. 
Dans les années 1990, la marque s’internationalise et présente ses collections dans des show-rooms de grandes capitales européennes, asiatiques ou américaines et explore de nouveaux territoires tels que l’Australie, l’Amérique du Sud, le Moyen-Orient ou la Russie.
Au fil des années, de nouveaux designers intègrent le pool des créateurs comme Christophe Pillet, Eric Gizard, Frédéric Ruyant, Emmanuel Gallina, François Champsaur, Florence Bourel ou Reda Amalou. 
En 2008, l’entreprise est cédée à Cic Finance et Gilles Oudot. Ce dernier, ancien président d’Habitat, de Go-sport et de Linsvosges en prend la direction. Il maintient la philosophie de la marque en remettant l’accent sur les tapis de designers. 
L’entreprise a déménagé dans de nouveaux locaux en 2013 après la destruction de ses locaux de Wissous par un incendie survenu le 23 mars de la même année.
En 2014, Serge Bensimon, Juliette Swildens issus de l’univers de la mode, ainsi que François Azambourg ont dessiné des collections pour la marque. En 2015, la société démarre une nouvelle collaboration avec Inès de la Fressange, 20 ans après la première.
Le nouveau PDG transmet également à la marque sa connaissance de la distribution et développe l’activité « Contract » dédiée aux prescripteurs. S’ensuit également l’ouverture de deux nouvelles boutiques à Paris : rue du Faubourg-Saint-Honoré et rue de Saintonge dans le Marais.
Toulemonde Bochart est aujourd’hui présent dans plus de soixante pays et réalise 35 % de son chiffre d’affaires à l’international.

## Fabrication
Toulemonde Bochart a dès son origine développé en Asie les produits correspondant à ses attentes. D’abord acheteur sur la foire de Canton, la société a rapidement initié des collaborations avec des ateliers dédiés en Inde et au Népal lui permettant de garantir un respect des règles de qualité et de suivi des lignes créatives. Certains de ces partenariats, initiés il y a plus de 30 ans, ont pu se maintenir grâce à l’évolution des outils comme des créations.
Dans les années 1990, la marque se tourne entièrement vers une production manuelle, plus authentique, permettant une plus grande flexibilité en nombre de coloris et en gestion des quantités.
En parallèle, elle ré-internalise une partie de la production et crée un atelier de tapis bordés basé en région parisienne dédié aux tapis sur mesure et personnalisés élaborés à partir de revêtements (sisal, laine, soie végétale…) et élargit sa gamme de techniques de finitions.